# Astragalomantie

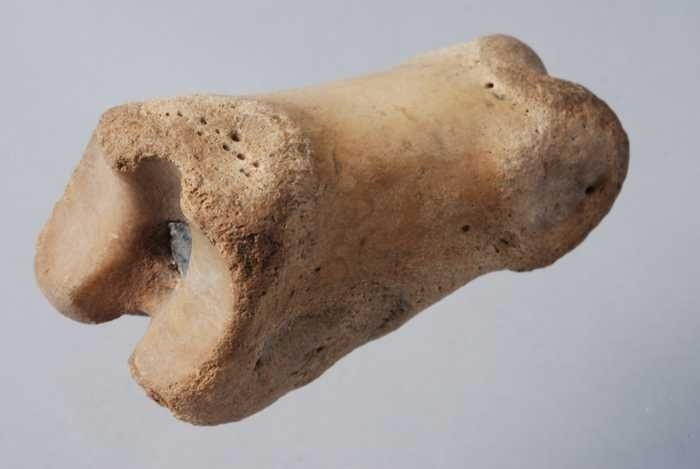
sprongbeen

Astragalomantie is waarzeggerij met behulp van botjes. Het wordt gerekend tot de cleromantie.
Het woord is afgeleid van het Griekse woord astragalos, dat verwijst naar het sprongbeen van een dier.

## Historie

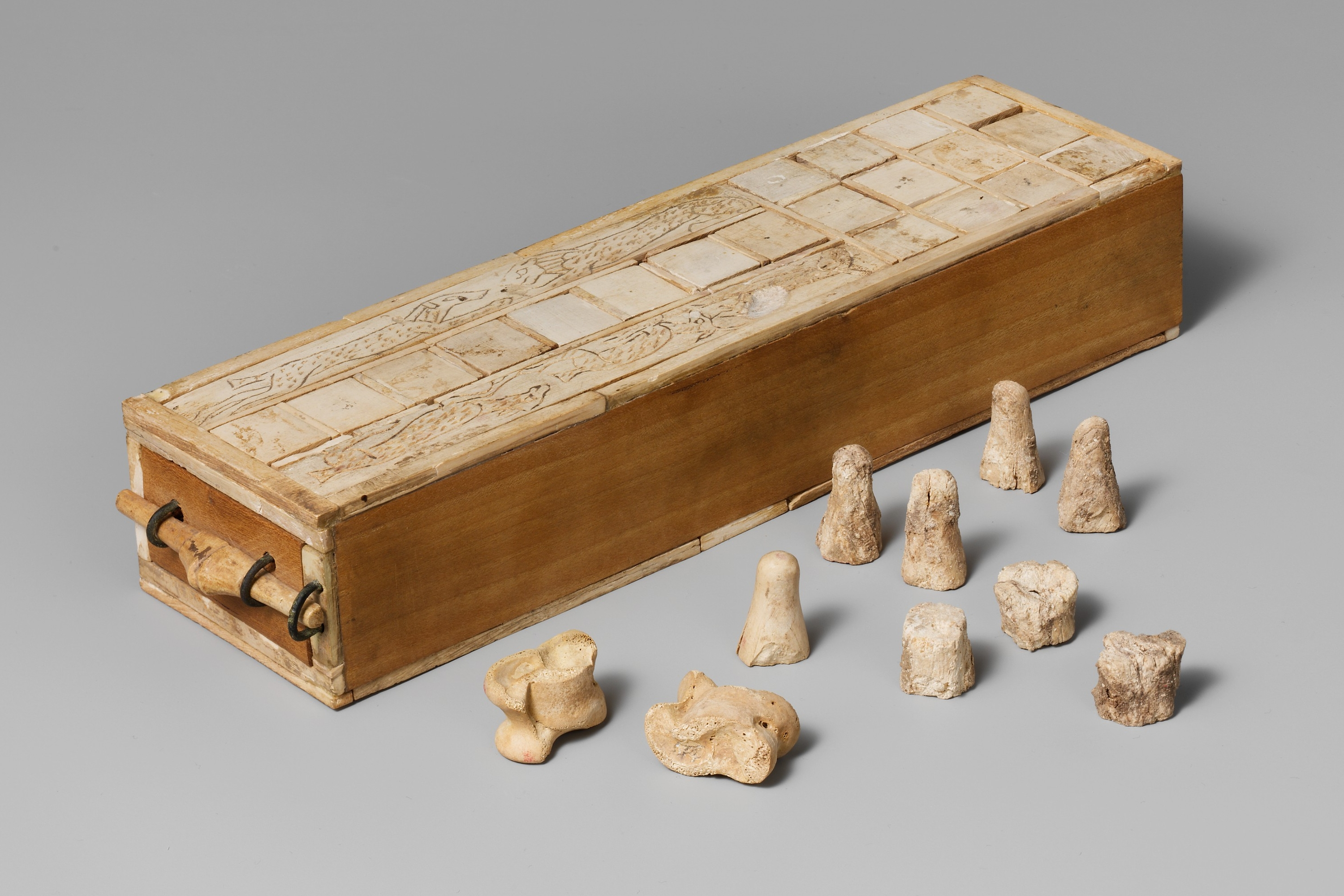
Senet bordspel Egypte

Oorspronkelijk waren de dobbelstenen botjes (Grieks: astragaloi) meestal het sprongbeen van de achterpoot van schapen, geiten of varkens.
Deze botjes zijn min of meer blokvormig met vier platte zijden en een holle en een bolle zijde. In de streek rondom de Middellandse Zee en het Midden-Oosten werden de astragaloi vanaf de vroege oudheid tot in de late oudheid (1150 v.Chr. tot 500) gebruikt voor waarzeggerij. De astragaloi werden in de 17e eeuw v.Chr. al in Egypte gebruikt bij het bordspel Senet. Volgens Sophocles, de tragedie-dichter, werd deze vorm van waarzeggerij gebruikt sinds de Trojaanse Oorlog. Archeologische sites die worden geassocieerd met dobbelsteen-orakels zijn onder andere:  Anabura in Pisidië, Antiochia ad Cragum, Aponus, Antalya (stad), Delphi, Tefenni en Termessos. Genummerde astragaloi komen veel voor op archeologische vindplaatsen in het Middellandse Zeegebied en het Nabije Oosten, met name op begrafenis- en religieuze locaties. Er zijn bijvoorbeeld gemarkeerde astragaloi gevonden nabij het altaar van Heiligdom van Aphrodite Ourania in Athene.

## De voorspelling

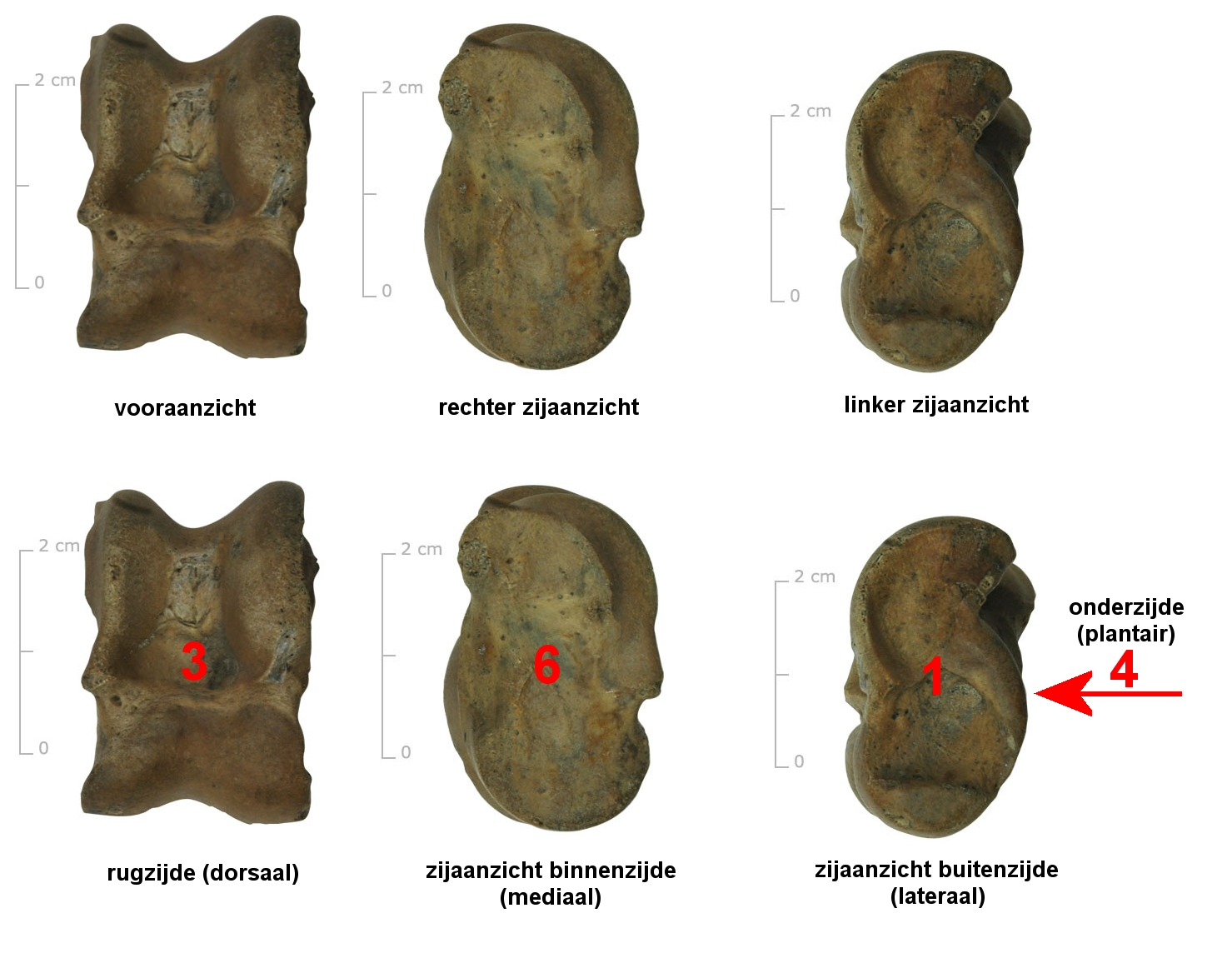
Talus schaap

De zes zijden hadden elk een puntenwaarde. De twee afgeronde zijden, waarop de stenen niet blijven staan, hadden de waarde 2 en 5. In de praktijk zijn er dus twee platte zijden met de waarde 1 en 6 en twee onregelmatig gevormde zijden met de waarde 3 en 4.
Het lijkt erop dat men het onbelangrijk vond dat de zijden ongelijk van vorm waren en dus verschillende kansen hadden om erop te blijven liggen (in de oudheid telde de zijde waarop het botje lag, later werd de bovenliggende zijde geteld). De 3 en 4 hebben elk een kans van circa 40% en de 1 en de 6 een kans van circa 10%. Men was echter overtuigd dat externe factoren (vooral de goden) de resultaten bepaalden en niet de vorm. Er werden meestal 5 botjes gebruikt zodat het aantal mogelijkheden 56 bedroeg.
Op meerdere plaatsen zijn inscripties gevonden met aanwijzingen hoe het resultaat moest worden vertaald naar een voorspelling. De site van Termessos is een bekend voorbeeld hiervan, op een pilaar bij de westelijke muur staan 56 orakelteksten die de interpretatie geven van een worp met 5 dobbelstenen (teksten voor 7 dobbelstenen werden gevonden op binnenkant van de oostelijke muur van de stadspoort). De twee goed bewaarde en zorgvuldig bestudeerde orakelteksten in Termessos waren respectievelijk bedoeld voor 5 en 7 botjes. Bij gebruik van 5 dobbelstenen (of 5 worpen met een) liggen de waarden van de som tussen de vijf en de dertig, sommige combinaties leveren dezelfde som en worden dan geïnterpreteerd aan de hand van de cijfers die meerdere malen voorkomen (omdat er vier cijfers zijn en vijf dobbelstenen komt een van de cijfers in ieder geval twee keer voor. De verschillen in de uitkomsten tussen de verschillende sites zijn gering.

### Termessos-orakel
De voorspellingen bestonden uit vijf regels, bijvoorbeeld van het Termessos-orakel:
| regel 1 | De combinatie van de cijfers (volgorde speelde hier geen rol) en de som van deze cijfers.     | 1+1+1+6+4 = 13                                                                       |                                                    |
| regel 2 | Een beschrijving van de worp, de cijfers voluit geschreven.                                   | Drie enen, een zes en een vier                                                       | Τρεiς χεϊοι καί έξείτης καί τέσσαρα πένπτος        |
| regel 3 | De eigenlijk voorspelling, bestaande uit drie verzen in de dactylische hexameter (dichtvorm). | Vaar waar je maar wilt:                                                              | στέλλε δπον χρήζεις • χαίρων εΙς οίκον ά[φίξη]     |
| regel 4 |                                                                                               | Je zult vol vreugde terugkeren, want je hebt alles gevonden en gedaan wat je wenste. | ευρών και πράξας δσσα φρεσι σαισι μ,ενοι[νας].     |
| regel 5 |                                                                                               | Artemis houdt van jou, de dochter van Zeus die graag lacht.                          | Κνπρις γάρ φιλέει σε, Διός θνγάτη ρ φιλομ.ειδή [ς] |

## Kansen

Animatie. Computersimulatie met 10% kans voor 1 en 6 en 40% kans voor 3 en 4. totaal aantal worpen 1.000.000, de complete set van 56 wordt bereikt tussen de 20.000e en 200.000e worp.

| Verdeling na 1/2, 1 en 10 miljoen worpen  | 500.000 | 1.000.000 | 10.000.000 |  |
| ----------------------------------------- | ------- | --------- | ---------- |  |
| Indeling                                  | %       | %         | %          |  |
| klasse 0 = 5 enen en/of zessen            | 0,03    | 0,03      | 0,03       |  |
| klasse 1 = minimaal 4 enen en/of zessen   | 0,62    | 0,63      | 0,64       |  |
| klasse 2 = minimaal 3 enen en/of zessen   | 5,17    | 5,09      | 5,12       |  |
| klasse 3 = minimaal 3 drieën en/of vieren | 20,37   | 20,46     | 20,47      |  |
| klasse 4 = minimaal 4 drieën en/of vieren | 40,88   | 40,98     | 40,97      |  |
| klasse 5 = 5 drieën en/of vieren          | 32,92   | 32,80     | 32,78      |  |

### Goden en gokken

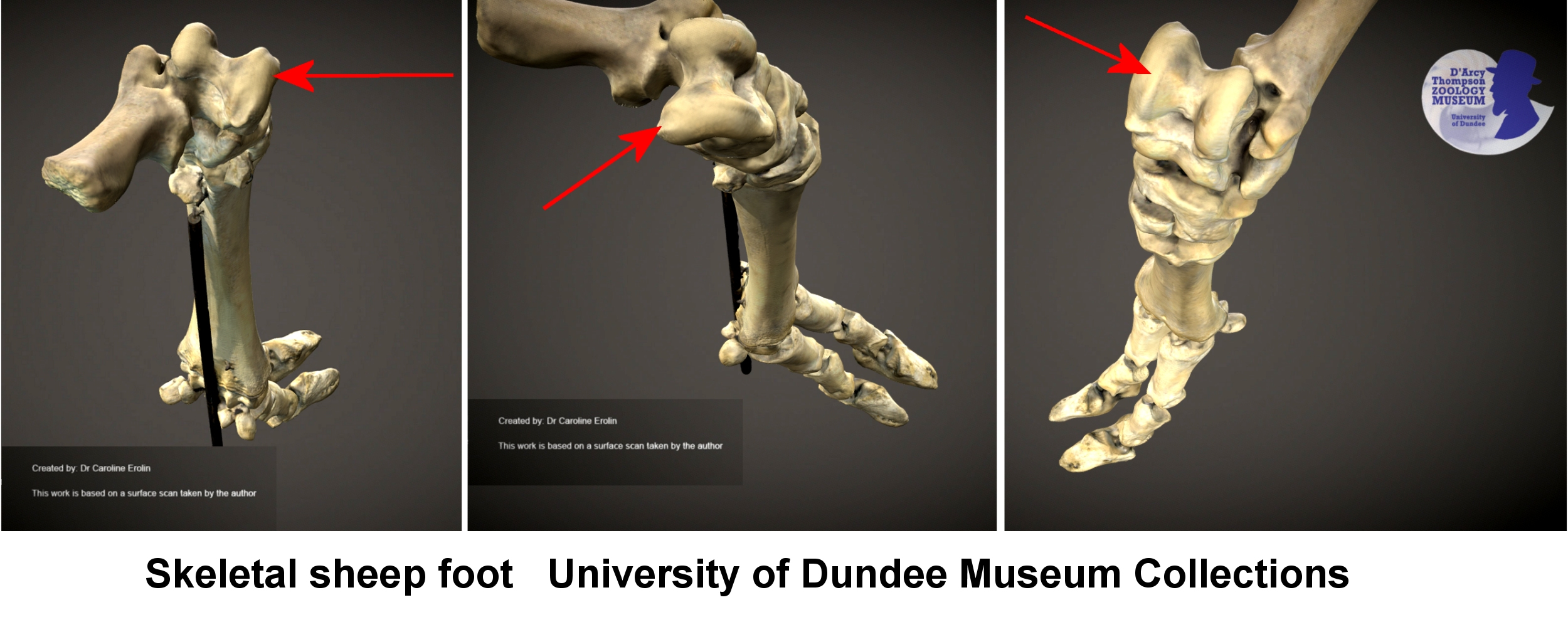

Uit "Pausaniae Descriptio Græciæ", Pausanias, (110 - 180 n.Chr.). 
1. # 1 3 3 4 4  = 15. De worp van de "Redder Zeus." (kans ~1:13)
2. Een een, twee drieën, twee vieren,
3. De daad die u zich voorneemt, doe het zonder te twijfelen.
4. Neem het ter hand, de goden geven gunstige voortekenen.
5. Schrik er in gedachten niet voor terug, u zal geen kwaad geschieden.

1. 6 3 3 3 3 = 18. De worp van de "Goede Cronos". (kans ~1:25)
2. Een zes en vier drieën.
3. Haast u niet, want een godheid is tegen u, wacht uw tijd af.
4. Niet zoals een hond die een nest blinde pups heeft voortgebracht.
5. Laat uw plannen rusten en ze zullen tot een goed eindigen.

1. 6 4 4 4 4 = 22. De worp van "Poseidon". (kans ~1:77)
2. Een zes en de overige zijn vieren.
3. Een zaadje in de zee werpen en het schrijven van brieven.
4. Beide zijn ijdele bezigheden en een onheuse daad.
5. Je bent een sterveling, strijd niet met een god, hij zal je verwonden.

1. 4 4 4 6 6 = 24. De worp van "Cronos de kinderverslinder". (kans ~1:166)
2. Drie vieren en twee zessen. God spreekt als volgt:
3. Blijf in uw huis en ga niet ergens heen.
4. Opdat een roofzuchtig en vernietigend dier te dicht bij u komt.
5. Want ik zie dat deze zaak onveilig is, wacht rustig uw tijd af.